# Касеба, Кристин
Кристин Касеба — замбийский врач, хирург и политик, занимавшая пост первой леди Замбии с сентября 2011 года до смерти мужа в октябре 2014 года. Она вдова бывшего президента Майкла Саты, скончавшегося при исполнении служебных обязанностей 28 октября 2014 года. Касеба подала безуспешную заявку на пост президента Замбии на внеочередных президентских выборах в январе 2015 года, чтобы сменить своего мужа. 16 апреля 2018 года она была назначена послом Замбии во Франции.

## Биография
Касеба была второй женой Майкла Сата, президента страны с 2011 по 2014 год. У Кристин и Майкла было восемь детей. До женитьбы на Касебе Сата был женат на Маргарет Манда.
Касеба много лет работала врачом и хирургом, специализировалась на гинекологии и акушерстве в университетской клинической больнице в Лусаке. Она была первой леди Замбии с 2011 года до смерти своего мужа, президента Саты, 28 октября 2014 года. Касеба была назначена послом доброй воли Всемирной организации здравоохранения по борьбе с гендерным насилием с 2012 по 2014 год.
Будучи первой леди, она вела кампании против рака груди и шейки матки в рамках Форума первых леди Африки. Она также внесла значительный вклад в проведение 6-й конференции «Остановить рак шейки матки в Африке» (Stop Cervical Cancer in Africa, SCCA), которая состоялась в Замбии 24 июля 2012 года.
Касеба выдвинула свою кандидатуру на пост президента Замбии вскоре после смерти мужа. 18 ноября 2014 года она подала документы для участия в дополнительных президентских выборах в январе 2015 года в качестве члена Патриотического фронта Саты (ПФ). Касеба была одной из девяти кандидатов в президенты от ПФ, однако Касеба и другие семь кандидатов от партии проиграли выдвижение Эдгару Лунгу на ноябрьской генеральной партийной конференции.
В 2016 году предполагалось, что Кристин Касеба может быть выбрана кандидатом в вице-президенты кандидата в президенты от UPND Хакаинде Хичилема на выборах 2016 года. Касеба не была членом UPND, но рассматривалась как потенциальная противница другой женщине, Инонге Вина, в президентском списке. Сообщается, что бывший исполняющий обязанности президента Гай Скотт пытался убедить Хичилему выбрать Касебу своей напарницей, однако Хакаинде Хичилема в конечном итоге выбрал Джеффри Бвалья Мвамбу.
Касеба входит в состав Глобальной целевой группы по расширенному доступу к лечению рака и борьбе с ним в развивающихся странах.